# Subtilisina
La subtilisina è un enzima, ottenuto inizialmente dal Bacillus subtilis, appartenente alla classe delle idrolasi (serin proteasi), che catalizza il taglio proteolitico.
Nel sito attivo presenta una sequenza specifica che prende il nome di triade catalitica, Asp32-His64-Ser221 (i primi due residui rendono reattivo il terzo).
Questi residui amminoacidici, nonostante siano distanti nella struttura primaria, si trovano vicini nella struttura terziaria della proteina.
Si usa anche in prodotti commerciali come cosmetici, o allo scopo di dissolvere le macchie di natura proteica nei coadiuvanti del lavaggio; in questo caso viene modificata sostituendo Met222 con altri residui ad esempio serina o alanina per renderla resistente alla presenza contemporanea di altri agenti sbiancanti come la candeggina o i perossidi.